# Masalia quilengesi
Heliothis quilengesi là một loài bướm đêm trong họ Noctuidae.